# Timo Ochs
Timo Ochs (Gottinga, 17 ottobre 1981) è un ex calciatore tedesco di ruolo portiere.
Ha iniziato la sua carriera professionistica nel 1999 all'Hannover 96. Nel 2003 passa all'Osnabrück. Nel 2004 si trasferisce al Monaco 1860, prima di firmare nel 2006 per il Salisburgo. Il suo contratto in scadenza al 30 giugno 2009 non è stato rinnovato, ed il portiere è andato all'Hertha Berlino.

## Palmarès

### Club

#### Competizioni nazionali
- Campionato tedesco di seconda divisione: 1

Hannover 96: 2001-2002
- Campionato austriaco: 2

RB Salisburgo: 2006-2007, 2008-2009